# (278386) Sofivanna
(278386) Sofivanna est un astéroïde de la ceinture principale.

## Description
(278386) Sofivanna est un astéroïde de la ceinture principale. Il fut découvert le 13 juillet 2007 à Androuchivka par l'observatoire astronomique d'Androuchivka. Il présente une orbite caractérisée par un demi-grand axe de 2,69 UA, une excentricité de 0,25 et une inclinaison de 15,0° par rapport à l'écliptique.